# 窄叶石楠
窄叶石楠（学名：Photinia stenophylla）为蔷薇科石楠属的植物。其种加词“stenophylla”意为“窄叶的”。分布在泰国以及中国大陆的贵州、广西等地，生长于海拔200米至400米的地区，常生于山谷水旁及河床阳处灌丛中，目前尚未由人工引种栽培。